# Lisa Loring
Lisa Loring, właśc. Lisa Ann DeCinces (ur. 16 lutego 1958 na wyspach Kwajalein, zm. 28 stycznia 2023 w Burbank) – amerykańska aktorka, występowała w roli Wednesday Addams z oryginalnego serialu Rodzina Addamsów.

## Życiorys

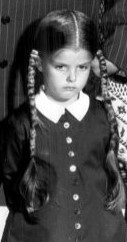
Lisa Loring jako Wednesday Addams (1964)

Loring urodziła się na atolu Kwajalein na Wyspach Marshalla, wówczas terytorium powierniczym Organizacji Narodów Zjednoczonych, administrowanym przez Stany Zjednoczone. Jej rodzice służyli w marynarce wojennej Stanów Zjednoczonych i rozwiedli się wkrótce po jej urodzeniu. Dorastała na Hawajach, a później przeniosła się z matką do Los Angeles. Zaczęła pracować jako modelka w wieku trzech lat i pojawiła się w odcinku Dr. Kildare, który został wyemitowany w 1964 roku. Jej matka zmarła z powodu alkoholizmu w 1974 roku w wieku 34 lat.
Najbardziej znana była z roli Wednesday Addams w serialu Rodzina Addamsów (1964–1966). Była jedną z ostatnich żyjących członków głównej obsady. W 1966 roku dołączyła do obsady serialu ABC The Pruitts of Southampton. W latach 1980–1983 grała postać Cricketa Montgomery’ego w telenoweli CBS As the World Turns. Wystąpiła także w trzech slasherach klasy B: Krwawe szaleństwo (1987), Na śniegu (1988) i Pełny rewanż (1987).
Lisa Loring zmarła 28 stycznia 2023 roku w wyniku udaru mózgu.